# Mistrzostwa Świata Juniorów w Narciarstwie Klasycznym 2016
Mistrzostwa Świata Juniorów w Narciarstwie Klasycznym 2016 – zawody sportowe, które zostały rozegrane pomiędzy 22–26 lutego 2016 roku w rumuńskim Râșnovie. Podczas mistrzostw zawodnicy rywalizowali w 21 konkurencjach w trzech dyscyplinach klasycznych: skokach narciarskich, kombinacji norweskiej i biegach narciarskich.

## Program
22 lutego
- Biegi narciarskie – sprint (M/K)
- Biegi narciarskie (U 23) – sprint (M/K)
- Kombinacja norweska – część 1 – skocznia normalna (M)[a]

23 lutego
- Biegi narciarskie (U 23) – 10 kilometrów (K), 15 kilometrów (M)
- Biegi narciarskie – 5 kilometrów (K), 10 kilometrów (M)[a]
- Skoki narciarskie – skocznia normalna indywidualnie (M)[b]
- Skoki narciarskie – skocznia normalna indywidualnie (K)[b]
- Kombinacja norweska – część 2 – 10 kilometrów indywidualnie (M)[a]

24 lutego
- Kombinacja norweska – część 1 – skocznia normalna (M)[c]
- Skoki narciarskie – skocznia normalna, konkurs mieszany (K/M)[d]
- Skoki narciarskie – skocznia normalna drużynowo (M)[e]

25 lutego
- Biegi narciarskie (U 23) – 10 kilometrów (K), 15 kilometrów (M)
- Biegi narciarskie – 10 kilometrów (K), 15 kilometrów (M)[c]
- Kombinacja norweska – skocznia normalna, 5 kilometrów indywidualnie (M)[d]

26 lutego
- Biegi narciarskie – sztafeta 4×2,5 kilometrów (K), 4×5 kilometrów (M)[d]
- Kombinacja norweska – część 2 – 4×5 kilometrów drużynowo (M)

## Medaliści

### Biegi narciarskie – juniorzy
Mężczyźni
| Konkurencja             | Data           | Złoto                                                                                                 | Srebro                                                                                   | Brąz                                                                              |
| ----------------------- | -------------- | --- | ---------------------------------------------------------------------------------------- | --------------------------------------------------------------------------------- |
| Sprint stylem dowolnym  | 22 lutego 2016 | Johannes Høsflot Klæbo                                                                                | Magnus Kim                                                                               | Giacomo Gabrielli                                                                 |
| 10 km stylem klasycznym | 23 lutego 2016 | Johannes Høsflot Klæbo                                                                                | Magnus Kim                                                                               | Lauri Lepistö                                                                     |
| 15 km stylem dowolnym   | 25 lutego 2016 | Iwan Jakimuszkin                                                                                      | Mattis Stenshagen                                                                        | Dienis Spicow                                                                     |
| Bieg sztafetowy 4×5 km  | 26 lutego 2016 | Norwegia 1. Mattis Stenshagen · 2. Vebjørn Hegdal · 3. Jan Thomas Jenssen · 4. Johannes Høsflot Klæbo | Rosja 1. Aleksandr Bolszunow · 2. Iwan Kiriłłow · 3. Dienis Spicow · 4. Iwan Jakimuszkin | Francja 1. Jules Lapierre · 2. Martin Collet · 3. Hugo Lapalus · 4. Camille Laude |

Kobiety
| Konkurencja              | Data           | Złoto                                                                          | Srebro                                                                                                 | Brąz                                                                                          |
| ------------------------ | -------------- | ------------------------------------------------------------------------------ | --- | --------------------------------------------------------------------------------------------- |
| Sprint stylem dowolnym   | 22 lutego 2016 | Amalie Håkonsen Ous                                                            | Lotta Udnes Weng                                                                                       | Jenny Solin                                                                                   |
| 5 km stylem klasycznym   | 23 lutego 2016 | Marte Mæhlum Johansen                                                          | Lotta Udnes Weng                                                                                       | Antonia Fräbel                                                                                |
| 10 km stylem dowolnym    | 25 lutego 2016 | Ebba Andersson                                                                 | Katharina Hennig                                                                                       | Tiril Udnes Weng                                                                              |
| Bieg sztafetowy 4×2,5 km | 26 lutego 2016 | Szwecja 1. Emma Ribom · 2. Elina Rönnlund · 3. Ebba Andersson · 4. Jenny Solin | Norwegia 1. Amalie Håkonsen Ous · 2. Marte Mæhlum Johansen · 3. Tiril Udnes Weng · 4. Lotta Udnes Weng | Rosja 1. Polina Niekrasowa · 2. Aleksandra Gołubicka · 3. Jana Kirpiczenko · 4. Olga Kuczeruk |

### Biegi narciarskie – U 23
Mężczyźni
| Konkurencja             | Data           | Złoto                | Srebro              | Brąz              |
| ----------------------- | -------------- | -------------------- | ------------------- | ----------------- |
| Sprint stylem dowolnym  | 22 lutego 2016 | Lucas Chanavat       | Karl-Johan Dyvik    | Jean Tiberghien   |
| 15 km stylem klasycznym | 23 lutego 2016 | Jens Burman          | Aleksiej Czerwotkin | Mikael Gunnulfsen |
| 15 km stylem dowolnym   | 25 lutego 2016 | Simen Hegstad Krüger | Clément Parisse     | Alexandre Pouyé   |

Kobiety
| Konkurencja             | Data           | Złoto              | Srebro           | Brąz               |
| ----------------------- | -------------- | ------------------ | ---------------- | ------------------ |
| Sprint stylem dowolnym  | 22 lutego 2016 | Jonna Sundling     | Nadine Fähndrich | Maja Dahlqvist     |
| 10 km stylem klasycznym | 23 lutego 2016 | Anastasija Siedowa | Victoria Carl    | Petra Nováková     |
| 10 km stylem dowolnym   | 25 lutego 2016 | Victoria Carl      | Lea Einfalt      | Anastasija Siedowa |

### Skoki narciarskie
Mężczyźni
| Konkurencja                       | Data           | Złoto                                                                       | Srebro                                                                                     | Brąz                                                                               |
| --------------------------------- | -------------- | --------------------------------------------------------------------------- | ------------------------------------------------------------------------------------------ | ---------------------------------------------------------------------------------- |
| Skocznia normalna – indywidualnie | 23 lutego 2016 | David Siegel                                                                | Domen Prevc                                                                                | Ryōyū Kobayashi                                                                    |
| Skocznia normalna – drużynowo     | 24 lutego 2016 | Niemcy 1. Jonathan Siegel · 2. Adrian Sell · 3. Tim Fuchs · 4. David Siegel | Norwegia 1. Marius Lindvik · 2. Are Sumstad · 3. Robin Pedersen · 4. Halvor Egner Granerud | Japonia 1. Masamitsu Itō · 2. Yūken Iwasa · 3. Naoki Nakamura · 4. Ryōyū Kobayashi |

Kobiety
| Konkurencja                       | Data           | Złoto        | Srebro            | Brąz            |
| --------------------------------- | -------------- | ------------ | ----------------- | --------------- |
| Skocznia normalna – indywidualnie | 23 lutego 2016 | Chiara Hölzl | Katharina Althaus | Sofja Tichonowa |

Mieszane
| Konkurencja                   | Data           | Złoto                                                                        | Srebro                                                                                    | Brąz                                                                             |
| ----------------------------- | -------------- | ---------------------------------------------------------------------------- | ----------------------------------------------------------------------------------------- | -------------------------------------------------------------------------------- |
| Skocznia normalna – drużynowo | 24 lutego 2016 | Słowenia 1. Nika Križnar · 2. Bor Pavlovčič · 3. Ema Klinec · 4. Domen Prevc | Austria 1. Claudia Purker · 2. Maximilian Steiner · 3. Chiara Hölzl · 4. Janni Reisenauer | Niemcy 1. Katharina Althaus · 2. Tim Fuchs · 3. Anna Rupprecht · 4. David Siegel |

### Kombinacja norweska
Mężczyźni
| Konkurencja                                      | Data              | Złoto                                                                                 | Srebro                                                                     | Brąz                                                                                |
| ------------------------------------------------ | ----------------- | ------------------------------------------------------------------------------------- | -------------------------------------------------------------------------- | ----------------------------------------------------------------------------------- |
| Skocznia normalna, bieg na 10 km – indywidualnie | 22/23 lutego 2016 | Bernhard Flaschberger                                                                 | Vinzenz Geiger                                                             | Terence Weber                                                                       |
| Skocznia normalna, bieg na 4×5 km – drużynowo    | 24/26 lutego 2016 | Austria 1. Florian Dagn · 2. Noa Ian Mraz · 3. Samuel Mraz · 4. Bernhard Flaschberger | Niemcy 1. Martin Hahn · 2. Tim Kopp · 3. Terence Weber · 4. Vinzenz Geiger | Finlandia 1. Wille Karhumaa · 2. Atte Korhonen · 3. Mikko Hulkko · 4. Eero Hirvonen |
| Skocznia normalna, bieg na 5 km – indywidualnie  | 25 lutego 2016    | Tomáš Portyk                                                                          | Terence Weber                                                              | Kristjan Ilves                                                                      |

## Tabela medalowa
| Miejsce | Państwo          | złoto | srebro | brąz | razem |
| ------- | ---------------- | ----- | ------ | ---- | ----- |
| 1.      | Norwegia         | 6     | 5      | 2    | 13    |
| 2.      | Szwecja          | 4     | 1      | 2    | 7     |
| 3.      | Niemcy           | 3     | 6      | 3    | 12    |
| 4.      | Austria          | 3     | 1      | 0    | 4     |
| 5.      | Rosja            | 2     | 2      | 4    | 8     |
| 6.      | Słowenia         | 1     | 2      | 0    | 3     |
| 7.      | Francja          | 1     | 1      | 3    | 5     |
| 8.      | Czechy           | 1     | 0      | 1    | 2     |
| 9.      | Korea Południowa | 0     | 2      | 0    | 2     |
| 10.     | Szwajcaria       | 0     | 1      | 0    | 1     |
| 11.     | Japonia          | 0     | 0      | 2    | 2     |
| 11.     | Finlandia        | 0     | 0      | 2    | 2     |
| 13.     | Włochy           | 0     | 0      | 1    | 1     |
| 13.     | Estonia          | 0     | 0      | 1    | 1     |